# Eparchie Saint-Maron de Montréal
Die Eparchie Saint-Maron de Montréal (lat.: Eparchia Sancti Maronis Marianopolitanus Maronitarum) ist eine in Kanada gelegene Eparchie der maronitischen Kirche mit Sitz in Montreal.

## Geschichte
Die Eparchie wurde am 27. August 1982 durch Papst Johannes Paul II. errichtet.

## Bischöfe der Eparchie Saint-Maron de Montréal
- 1982–1990 Elias Shaheen
- 1990–1996 Georges Abi-Saber OLM
- 1996–2013 Joseph Khoury
- 2013–0000 Marwan Tabet CML